# Rhyacophila fagarashiensis
Rhyacophila fagarashiensis là một loài Trichoptera trong họ Rhyacophilidae. Chúng phân bố ở miền Cổ bắc.